# Glochidion chodoense
Glochidion chodoense là một loài thực vật có hoa trong họ Diệp hạ châu. Loài này được C.S.Lee & H.T.Im mô tả khoa học đầu tiên năm 1994.